# Pfleghof (Ötisheim)
Der Pfleghof ist ein denkmalgeschütztes Gebäude in Ötisheim in Baden-Württemberg.

## Lage
Das Gebäude steht an der Schönenberger Straße 1, direkt gegenüber befindet sich das Rathaus.

## Beschreibung
Ein dreigeschossiger Fachwerkbau mit hohem Massiverdgeschoss in Giebelstellung zur Schönenberger Straße mit einem Krüppelwalmdach. Das erste Obergeschoss kragt über der abgefasten Ecke auf einer Steinkonsole mit Profilschnitt vor, das zweite Obergeschoss auf einem Bug. Die Fensterbrüstungsfelder sind mit Streben und Rautenausfachungen versehen. Die Torpfeiler des Hofes haben eine profilierten Deckplatte mit einer Vase. An der Kellertür befindet sich eine Steinbank mit Wange und an der Maulbronner Straße eine aufgedoppelte Kellertür. Geschützt nach § 28 DSchG.

## Geschichte
Es wird angenommen, dass auf dem Platz, wo heute der Pfleghof steht, zuerst ein Herrenhaus stand, welches dann zu einer Grangie umfunktioniert wurde. das dann von Konversen, Laienbrüder ohne Weihe, geleitet wurde. Auch wurde angenommen, dass in der Nähe des Pfleghofes ein Kloster war. Pfarrer Christian Gottfried Nicolai schrieb in seiner Memorabilia Oetisheimensia 1784, dazu:

„Vor alten Zeiten solle ein Closter hier gewesen seyn. Man findet noch Merkmaale eines Ganges dessen sich die Religiosen aus dem Pfleghof in das Chor der Kirche bedient haben. Vielleicht kommts daher daß noch eine Pfleg hier ist, die eine der beträchlichsten im Lande sayn mag.“

Bis heute sind Einheimische der Meinung, dass es vom Pfleghof bis zum Kloster Maulbronn einen Tunnel gibt. Dass es einen Durchgang zu der Kirche gegeben hat, ist unwahrscheinlich, da 1999 der Pfleghofplatz ausgebaut wurde und man dort nur einen Brunnen fand, welcher man erhielt.
Bei dem Pfälzischen Erbfolgekrieg quartierte 1692 Friedrich Karl von Württemberg im Pfleghof. Als die Franzosen nach der gewonnenen Schlacht bei Ötisheim in das Dorf einfielen und niederbrannten, überlebten nur wenige Gebäude, darunter war auch der Pfleghof. 1727 wurde das Gebäude vollständig neu errichtet, weil sich eine Reparatur nicht mehr lohnte. Das Baumaterial wurde durch Fronarbeit von Ötisheimer, als auch von anderen Dörfer, welche dem Kloster Maulbronn unterstanden, herbeigeschafft. Als man die Pfleghofmauer auch neu errichtet wollte, kam es zum Protest der Ötisheimer, angeführt vom damaligen Schultheiß Vollmer. Durch die Begradigung der Mauer war zunächst unklar, wieweit die Grenzen des Pfleghofes tatsächlich gingen. Zum anderen gab es einen öffentlichen Brunnen, der durch die Begradigung zum Opfer gefallen wäre. Man einigte sich, dass der Brunnen bestehen blieb und zugänglich war, aber es war noch immer unklar, wo die Grenzen des Pfleghofes waren. Nach Streitigkeiten mit dem Pfleger Johann Michael Speidel und dem Schultheiß, reiste der Schultheiß nach Stuttgart, um gegen die Pfleghofmauer zu protestieren. In der Zeit wurde die Mauer auf 3 Meter hochgezogen. Als der Schultheiß zurückkam, behauptete er, dass ein Vornehmer gesagt hätte „Reißt den Teufel nieder“ und erinnerte die Bürger an ihren Eid zu ihm. Die Bürger entfernten die Mauer und pflasterte die Stelle wieder zu. Nach dieser Aktion wurde der Schultheiß Vollmer abgesetzt und musste 1000 Reichstaler als Strafe bezahlen.
Um 1810 verkaufte man den Pfleghof. 1870 wurde der Pfleghof zu einer Brauerei und Gaststätte, die Pfleghofbrauerei Linck und bestand, mit Unterbrechungen, bis 1951. 1973 verkaufte man das Anwesen an die Gemeinde und 1975 wurde das Gebäude renoviert und dient heute für die Verwaltung der Gemeinde Ötisheim.

## Aufgabe des Pfleghofes
Der Pfleghof in Ötisheim diente als Verwaltungsstelle für das Kloster Maulbronn der Dörfer Ötisheim, Lomersheim, Dürrmenz, Mühlhausen, Kieselbronn, Enzberg und Mühlacker. Die Bauern und Handwerker, welche in den Dörfern lebten, mussten Abgaben errichten. Entweder in Naturalien, wie Getreide, Obst oder Eier oder man zahlte mit Geld. Dafür wurde ein Pfleger vom Kloster Maulbronn eingesetzt und dieser bekam die dafür benötigten Unterlagen (Urkunden, Lagerbüchern, Zinsregistern). Neben dem Pfleghof war der Pfleger auch zuständig für die Zehntscheuer, die Kelter, das Pfarrhaus und der Kirchturm mit dem Chor.

## Liste der Pfleger

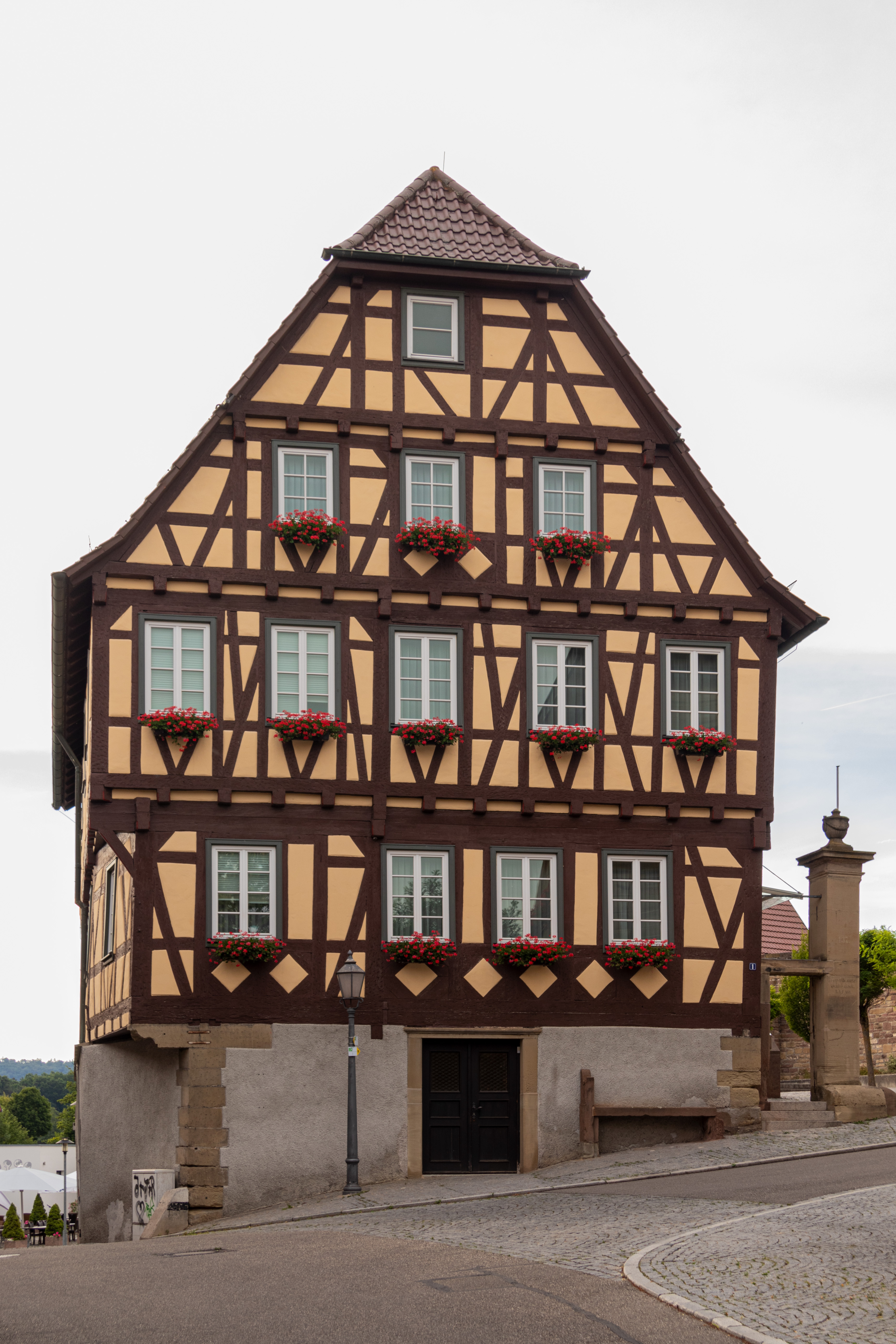
Pfleghof Frontansicht

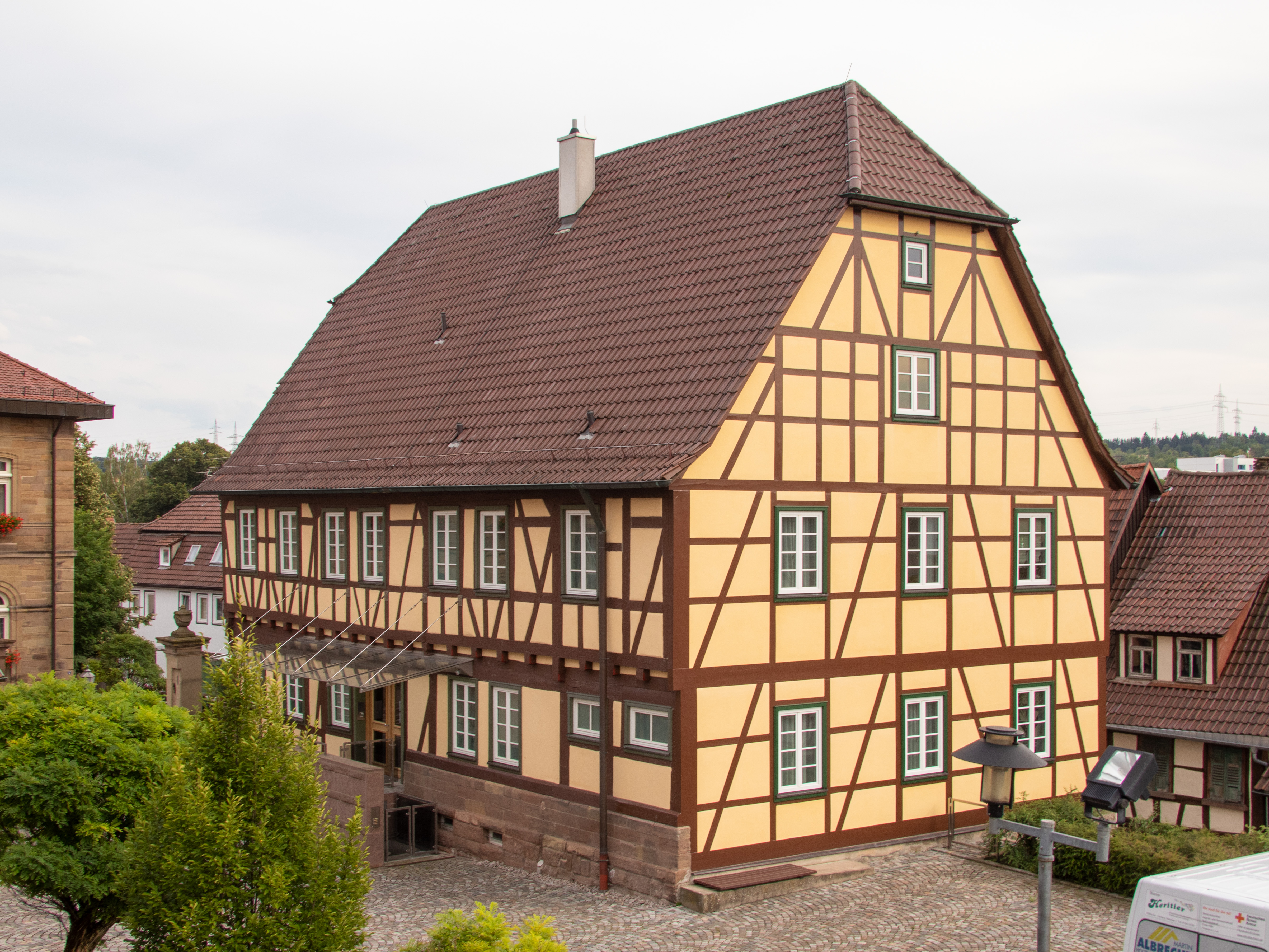
Pfleghof von hinten

Liste der Pfleger in Ötisheim, ab 1536. Die Liste konnte nur punktuell festgemacht werden.
| Name                          | Amtszeit            | Anmerkung                                                              |
| ----------------------------- | ------------------- | ---------------------------------------------------------------------- |
| Daniel Schaible               | 1563–1568           |                                                                        |
| Hans Marx Neuffer             | um 1592             |                                                                        |
| Konrad Schropp                | 1596–1609           |                                                                        |
| Hans Ludwig Widenmayer        | 1609–1615           |                                                                        |
| Johannes Bucher               | 1615–1628           |                                                                        |
| Alexander Nördlinger          | 1628–1633           |                                                                        |
| Michael Fink                  | 1633                |                                                                        |
| Dreißigjähriger Krieg         |                     |                                                                        |
| Johann Jakob Buhl             | 1648–1652           |                                                                        |
| Georg Hirschmann              | 1652–1654           |                                                                        |
| Philip David Burk             | 1654–1658           |                                                                        |
| Georg Friedrich Rueff         | 1658–1661           |                                                                        |
| Johann Daniel Andler          | 1661–1665           |                                                                        |
| Leonhard Waldenberger         | 1665–1667           |                                                                        |
| Georg Konrad Metz             | 1667–1690           |                                                                        |
| Johann Albrecht Glöckler      | 1690–1694           |                                                                        |
| Johann Leonhard Rueff         | 1694–1698           | Zugleich Pfleger in Wiernsheim                                         |
| Jeremias Wässerer             | 1698–1726           |                                                                        |
| Johann Michael Speidel        | 1723/1726–1761/1764 |                                                                        |
| Johann Albrecht Krämer        | 1761/1762           |                                                                        |
| Johann Konrad Zellner         | 1762                | Expeditionsrat, floh mit 3590 Gulden aus der Amtskasse des Pfleghofes. |
| Johann Georg Fischer          | 1763–1796           |                                                                        |
| Gittfried Heinrich Harpprecht | 1796ff.             |                                                                        |